# Most
 Ovo je glavno značenje pojma Most. Za druga značenja pogledajte Most (razdvojba).
Most je građevina napravljena radi bržeg i jednostavnijeg prelaženja prirodnih i umjetnih prepreka, kako ljudima tako i vozilima i robama. Prvi mostovi bili su drveni i kameni, onda su građeni i od materijala kao što su čelik, beton, armirani beton ili prednapregnuti beton. 
Gradnja mostova tekla je stoljećima svojim polaganim tokom, pretežito na osnovi iskustva s već izvedenim objektima. U početku, zadaci graditeljstva bili su ograničeni na pješačke prijelaze i manje mostove. Pojava željeznice i razvoj cestovnog prometa uvjetovali su izgradnju mostova velikih otvora i duljina, koji su trebali biti brzo sagrađeni.
Projektiranje mostova složen je građevinsko-tehnički zadatak, koji treba zadovoliti mnoge zahtjeve, a ne samo tehničko rješenje njegove nosive konstrukcije. 

## Vrste mostova
S građevinskog stajališta, mostovi se po vrsti nosive konstrukcije dijele na gredne, pločaste, okvirne, lučne, viseće, ovješene ili zauzdane, te zategnute ili napete; postoje i mostovi s kombinacijom ovih ili drugih nosivih konstrukcija.
|  | Gredni mostovi građeni su od više usporednih stupova koji podupiru gredu s prometnicom. |
|  | Konzolni mostovi sastoje se od nekoliko konzola, uglavnom dvije, koje su učvršćene za vertikalne oslonce, ali samo na jednome mjestu. Konzolan upravo to i znači: pričvršćen na jednom kraju, slobodno obješen. Konzola je oblika romba. Most ima oslonaca – izuzev dvije obale – onoliko koliko ima konzola. Čest je i kratki središnji luk na mjestu gdje se dvije konzole mosta dodiruju. |
|  | Lučni mostovi imaju luk koji, preko niza uspravnih stupova, drži cestu te se proteže od jednog do drugog kraja obale. Takvi su mostovi najsnažniji upravo zbog luka koji predstavlja jednu iznimno čvrstu konstrukciju. |
|  | Viseći mostovi sastoje se od ceste obješene na nekoliko dugačkih čeličnih kabela razapetih između dvaju tornjeva. Prvi takvi mostovi izrađivani su od užadi ili povijuša prekrivenim bambusovim štapovima. Visećim se mostovima mogu premostiti najveće udaljenosti jer su prilično lagani.                                                                                                  |
|  | Ovješeni most se također sastoji od tornjeva i na njih pričvršćenih kabela, samo što se svaki kabel veže na uporište na mostu idući ukoso sa stupa. Kabela je manje i stupovi su niži kod ove vrste mosta. Ovakvi su mostovi u česti kada je nužan velik raspon između tornjeva.[nedostaje izvor]                                                                                            |

Prema namjeni u prometu, mostovi se dijele na cestovne, željezničke i pješačke te mostove za kombinirani promet. Prema namjeni još postoje i mostovi za vodovode i kanale (akvadukti), zaštitni mostovi, kranski mostovi, mostovi prenosila i drugi.
Većina mostova su nepomični mostovi. Tamo gdje to promet zahtijeva, grade se pomični mostovi čiji se dijelovi mogu pomicati kako bi se propustilo neko vozilo, primjerice plovilo na plovidbenom putu ispod mosta. Najčešći su dvodijelni pomični mostovi, čija se dva kraka, svaki sa suprotne strane, podižu. Postoje i mnoge druge vrste pomičnih mostova, kao npr. oni koji se pomiču rotiranjem, koji se uranjaju u vodu ili koji se uvlače. 

## Primjeri mostova
- Primitivni gredni most u Engleskoj
- Pješački lučni most u Jemenu
- Natkriveni most u Kanadi
- Most od bambusa na Javi
- Konzolno–ovješeni most kod Dubrovnika
- Lučni most Šangaju

## Vanjske poveznice
- mostovi Hrvatska tehnička enciklopedija, portal hrvatske tehničke baštine. LZMK